# Matsucoccus crenata
Matsucoccus crenata är en insektsart som först beskrevs av Koch 1854.  Matsucoccus crenata ingår i släktet Matsucoccus och familjen pärlsköldlöss. Inga underarter finns listade i Catalogue of Life.